# Oedip (operă)
Œdipe (în limba română Oedip) este o tragedie lirică în 4 acte de George Enescu, pe un libret în limba franceză de Edmond Fleg, pornind de la tragediile Oedip rege și Oedip la Colonos scrise de Sofocle. 

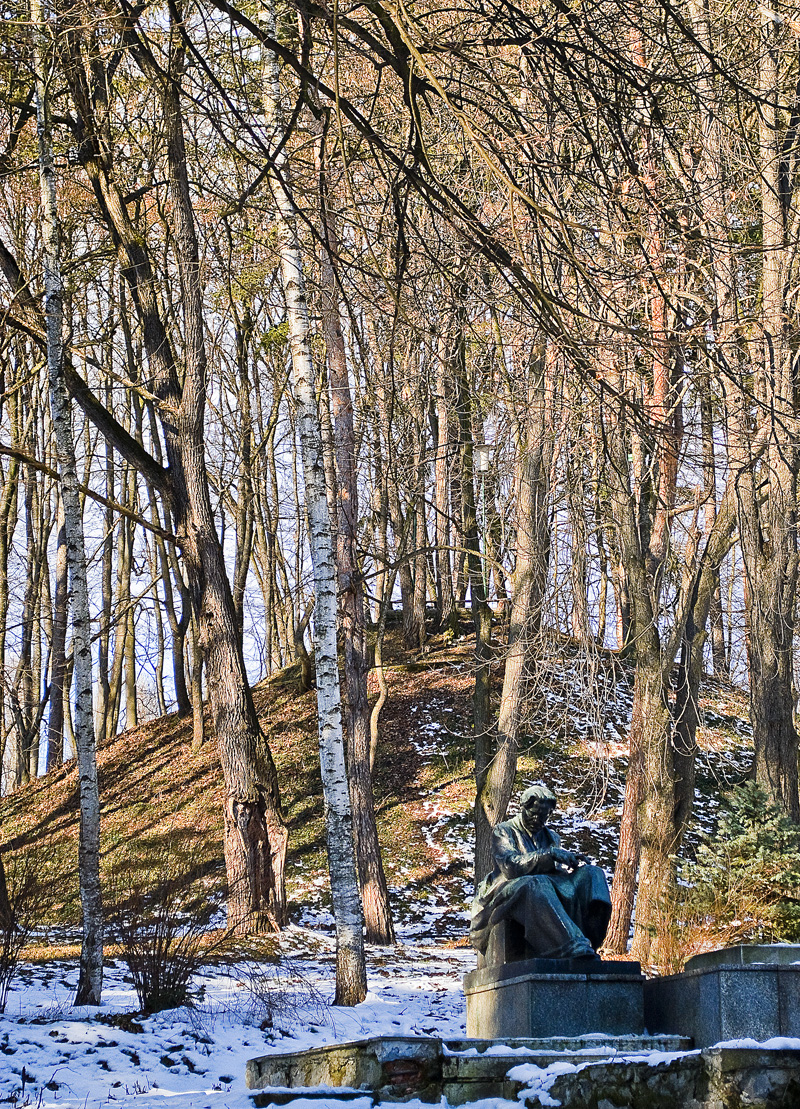
Colina de la Tescani, unde George Enescu a scris o parte din operă

Opera "Oedip" a fost compusă de George Enescu în perioada 1921 - 1931, fiind dedicată soției sale Maria Tescanu Rosetti (cunoscută ca Maruca Tescanu Rosetti). Enescu a lucrat la conacul Marucăi din Tescani, într-un pavilion de vară ridicat pe o colină artificială din pământ, chiar în mijlocul pădurii.

## Istoric
Premiera mondială a avut loc la Opéra Garnier din Paris, pe 13 martie 1936. Opera "Oedip" de George Enescu a fost montata pentru a doua oară la Opera Națională din Paris, în sala Garnier, în stagiunea 2010-2011.
Premiera românească a avut loc la București, pe 22 septembrie 1958, cu interpretare în limba română, în excelenta traducere realizată de criticul Emanoil Ciomac, dirijor Constantin Silvestri, cu ocazia primei ediții a Festivalului Internațional „George Enescu”.
În decursul timpului, la Opera Națională București spectacolul a cunoscut mai multe variante de montare regizorală,
- 1958 - Jean Rânzescu
- 1991 - Cătălina Buzoianu
- 1995 - Andrei Șerban
- 2003 - Petrică Ionescu
- 2011 - Anda Tăbăcaru Hogea
- 2015 - Valentina Carrasco

Au mai existat și alte montări, așa cum au fost cele de la Opera Română din Cluj, în regia lui Rareș C. Trifan și la Opera Națională Română din Iași, în regia lui Eduard Sveatchevici.

## Personajele principale
- Oedip - bas-bariton
- Laios - tenor
- Iocasta - mezzosoprană
- Creon - bariton
- Păstorul - tenor
- Sfinxul - contralto
- Tiresias - bas
- Tezeu - tenor sau bariton
- Marele Preot - bas
- Antigona - soprană
- Străjerul - bas

### Discografie Oedip
- Electrecord EDC 269/270/271 , cu David Ohanesian în rolul principal, dirijor Mihai Brediceanu
- EMI France/Angel Records 5 0999 2 08833 2 4 , cu José van Dam în rolul titular, dirijor Lawrence Foster
- Naxos 8.660163/4 (2 discuri) TT: 2:08:26, cu Monte Pederson în rolul titular, dirijor Michael Gielen
- TROY 861/62, cu Ștefan Ignat în rolul titular, dirijor Ian Hobson